# The House That Jazz Built
The House That Jazz Built è un film muto del 1921 diretto da Penrhyn Stanlaws. Il regista, che diresse solo alcuni film, è ricordato soprattutto per la sua carriera di illustratore.

## Trama
Frank e Cora Rodham iniziano la loro vita coniugale in un piccolo bungalow dove vivono felici. Quando però Frank fa carriera e la coppia si trasferisce in un appartamento di New York, Cora perde ogni interesse per la casa, diventa pigra e ingrassa. Frank si stanca di lei e, pensando al divorzio, rivolge le sue attenzioni verso Lila Drake. Cora riacquista una bella presenza e, dopo che Lila ha dimostrato di essere insensibile ed egoista, Cora riesce a riconquistare il marito.

## Produzione
Prodotto dalla Realart Pictures Corporation

## Distribuzione
Il film fu distribuito dalla Realart Pictures Corporation, uscendo in sala nell'aprile 1921.